# Polybe (Odyssée)
Pour les articles homonymes, voir Polybe (homonymie).
Polybe est un personnage de l'Odyssée. Il fait partie des prétendants de Pénélope. Son nom apparaît dans l'Odyssée au Chant XXI ; il figure parmi les derniers prétendants à se battre contre Ulysse. Il est finalement tué par Eumée, le porcher d'Ulysse. 

## Source
- Homère, Odyssée [détail des éditions] [lire en ligne], Chant XXI.